# Cirrhochrista arcusalis
Cirrhochrista arcusalis là một loài bướm đêm trong họ Crambidae.